# 太田静一
太田 静一（おおた せいいち、1910年3月5日 - 2003年12月5日）は、日本近代文学研究者。
奈良市生まれ。1933年東京帝国大学文学部支那哲学文学科卒。在学中から創作活動を始め、第11次、12次『新思潮』に参加。平凡社勤務、松山中学校教諭、1946年山口県立女子専門学校教員、50年山口女子短期大学教授、75年定年退任、宇部短期大学教授。『文芸山口』同人。

## 著書
- 『嘉村礒多 人と作品』弥生書房、1957
- 『中原中也詩研究』審美社、1966
- 『中原中也未刊詩研究』審美社、1969
- 『嘉村礒多 その生涯と文学』弥生書房、1971
- 『中原中也愛憎の告白 初期詩篇考』自由現代社、1981
- 『中原中也詩における小林秀雄像』桜楓社、1986
- 『解読・中原中也の詩』鳥影社、1991
- 『嘉村礒多の妻ちとせ』原田克行・多田みちよ共著、鳥影社、1993
- 『中原中也の詩と生活』鳥影社、1995
- 『中原中也「山羊の歌」全釈』鳥影社、1996
- 『中原中也「在りし日の歌」全釈』鳥影社、1997

## 参考
- 『日本近代文学大事典』講談社、1984
- 川端康成、井伏鱒二… 文豪からの書簡公開 県立大で故太田さんの資料展＝山口 西部朝刊 2005.01.20 読売新聞

## 注
1. ↑  『人物物故大年表』